# Teorema de Sophie Germain
El teorema Sophie Germain és un teorema demostrat per la matemàtica Sophie Germain al camp de la teoria de nombres.
Diu: Sia p un nombre primer imparell pel que existeix almenys un nombre "auxiliar", com per exemple un altre nombre primer θ que verifiqui les dues següents condicions:
1. dues classes mòdul θ consecutives i no nul·les no poden ser simultàniament potències p-èssimes;
2. p mateix (mòdul θ) no és una potència p-èssima.

Aleshores, si tres nombres enters x, y, z verifiquen xPlantilla:Exp + yPlantilla:Exp = zPlantilla:Exp, un almenys dels tres és divisible entre p

.